# لاري دويل (لاعب كرة قاعدة)
لاري دويل (بالإنجليزية: Larry Doyle)‏ هو لاعب كرة قاعدة أمريكي، ولد في 31 يوليو 1886 في كاسيفيل في الولايات المتحدة، وتوفي في 1 مارس 1974 في سارانك ليك في الولايات المتحدة.

## وصلات خارجية
- لاري دويل على موقعبيزبول رفرنس.كوم (الدوري الرئيسي) (الإنجليزية)
- لاري دويل على موقعبيزبول رفرنس.كوم (الدوري الثانوي) (الإنجليزية)